# ستيف كيربي
ستيف كيربي (بالإنجليزية: Steve Kirby)‏ هو سياسي أمريكي، ولد في 17 نوفمبر 1951. حزبياً، نشط في الحزب الديمقراطي. وقد انتخب عضو مجلس نواب واشنطن.